# 富士ガリバー王国
富士ガリバー王国（ふじガリバーおうこく）は、かつて山梨県西八代郡上九一色村（現在の南都留郡富士河口湖町）に存在したアミューズメントエコロジーテーマパークである。オウム真理教施設の跡地と誤解されることもあるが、実際は上九一色村のサティアン群から3.5km、最寄りの第6サティアンからも1.5kmほど離れた位置にあった。

## 概要
おとぎの国のガリバーをテーマとし、広さ約370,000m2。かつては開拓民の手放した富士北麓の旧国有地で、園内には45mのガリバーが横たわるガリバー島のほか、ワラビーやトナカイがいるふれあい牧場や、ボブスレーのコースが設置されていた。
新潟中央銀行頭取の大森龍太郎が主導した3大融資プロジェクト・ゴールデンリング構想の一つ（他の2つは新潟ロシア村と柏崎トルコ文化村）として、株式会社富士ガリバー王国によって1997年（平成9年）7月26日に開園した。隣接地に同じく新潟中央銀行が実質的に設立したファミリー企業により1995年に会員制ゴルフ場 富士中央ゴルフ倶楽部とリゾートホテル 本栖高原ホテルが開業しており、それぞれの運営会社らファミリー企業が融資を受けて当園の土地を取得・所有していた。
開園当初からオウム真理教のサティアンがあった富士ケ嶺地区に立地したことで風評懸念があることに加え、公共交通機関でのアクセスに難があったこと、テーマの指向性は違っていたものの近隣の富士急ハイランドと競合状態を作り出したことにより来園者が伸び悩んだ。
1999年（平成11年）10月に実質的な経営母体であった新潟中央銀行が経営破綻し、金融整理管財人である預金保険機構の管理下となったために新規融資が打ち切られ、綱渡りの経営へと陥った。2001年（平成13年）1月には同行の抵当権差押により富士中央ゴルフ倶楽部と本栖高原ホテルとセットで甲府地裁で不動産競売開始決定を受け、3月に最低入札金額31億円で競売が行われるも入札がなく、整理回収機構へ債権譲渡された。この影響から運営困難となったため、同年10月28日限りで閉鎖した。
なお、2001年4月にファミリー企業に対する当園の土地購入費の融資で銀行に損害を与えたとして、預金保険機構が新潟県警に対して銀行旧経営陣による特別背任罪の告訴状を提出している。

### 閉鎖後
跡地は廃墟となり、2005年（平成17年）3月4日に発売されたオリジナルビデオ『ほんとにあった! 呪いのビデオ 15』の第10話「ニューロシス」（出演：神野愛依）では、閉鎖後の当園がロケ地として使用された。
2002年（平成14年）11月に行われた3度目の競売で最低入札金額を1回目の約3分の1である約12億5000万円とし、大阪市に本社を置く株式会社壮快美健館（当時:タカギリゾート）が約14億円で落札し、売却した。この関係で引き続き管理者が入る状態となった。ゴルフ場とホテルは2003年（平成15年）4月に「富士1ばんゴルフ・ホテル」の名称で営業を再開した。
2004年（平成16年）8月にガリバー王国跡地は壮快美健館により「ザ・ドッグラン」（敷地面積12,000m2）としてオープンしたが、翌2005年には営業を休止し、事実上閉鎖している。
その後、不動産デベロッパー大手の「アーバンコーポレイション」が2006年（平成18年）に壮快美健館が落札した3施設の不動産と経営権を買収。2007年（平成19年）にはゴルフ場とホテルを「富士クラシック」に改称。ガリバー王国の構造物は解体・更地化し、大型リゾートホテルの建設を検討していたと言われるが、2008年（平成20年）8月に同社は倒産。これにより富士クラシックはエーシーキャピタルが買収し三たび経営権が異動したものの営業を継続しているが、アーバンコーポレイションに残ったガリバー王国跡地の再利用策は不透明なものとなっている。
運営企業であった株式会社富士ガリバー王国の法人格は閉園後も存在している。

## 当時の所在地
- 山梨県西八代郡上九一色村富士ケ嶺2-4[10]